# Benedykt II (papież)
Benedykt II (ur. 635 w Rzymie, zm. 8 maja 685 tamże) – święty Kościoła katolickiego, 81. papież w okresie od 26 czerwca 684 do 8 maja 685.

## Życiorys
Był Rzymianinem, synem Jana. Na Stolicę Piotrową został wybrany 22 lipca 683, lecz musiał czekać niespełna rok na zatwierdzenie cesarskie. Ukończywszy założoną przez Grzegorza Wielkiego Schola cantorum, w momencie wyboru na papieża był prezbiterem.
Za sprawą jego posłania w 684 roku synod w Toledo potępił monoteletyzm i dał możliwość przywrócenia godności patriarszej Makaremu (do czego nie doszło), jednak nie umożliwił przyjęcia postanowień soborowych krajom zachodnim, zwłaszcza Hiszpanii, gdzie metropolita Toledo, Julian, podał w wątpliwość wyznanie wiary, przesłane przez Benedykta. Uzyskał także zgodę od cesarza bizantyńskiego na zatwierdzanie wyboru na papieża, przez egzarchę Rawenny.
Benedykt II w Rzymie dokonał odnowy wielu świątyń, a także zapisał liczne datki na kler. Przywrócił prawo azylu w kościołach.
Imię Benedykta II wpisano do katalogu świętych katolickich. Wspominany jest 7 maja.